# フランシスコ・ヴェリントン・バルボーサ・ジ・リスボア
フランシスコ・ヴェリントン・バルボーサ・ジ・リスボア（ポルトガル語: Francisco Wellington Barbosa de Lisboa、1995年1月19日 - ）は、ブラジルのサッカー選手。ポジションはFW。

## クラブ歴
セアラーSCの下部組織出身。2014年にイタピポカECで選手となった。ルーキーながらカンピオナート・セアレンセで9試合1得点の結果であった。この結果が良かったためセアラーで同年にカンピオナート・ブラジレイロ・セリエBで5試合に出場した。
2015年はセアラーでも17試合に出たが、カンピオナート・ブラジレイロ・セリエCのADコンフィアンサに期限付き移籍した。2016年はカンピオナート・ブラジレイロ・セリエBで5試合に出場し、ECノヴォ・アンブルゴに期限付き移籍。2017年は同じくカンピオナート・ブラジレイロ・セリエCのクイアバECに期限付き移籍。2018年はセアラーがカンピオナート・ブラジレイロ・セリエAに昇格したため、サンタクルスFCに期限付き移籍した。
ブラジル国内では下位リーグでの活躍しか出来なかったものの、2019年1月にメジャーリーグサッカーのコロンバス・クルーに移籍。同月18日に発表された。
同年7月11日に5万ドルの割当金でオーランド・シティSCに移籍。
2021年2月1日、ADコンフィアンサに移籍。